# Don Juan en Sicilia
Don Juan en Sicilia (título original en italiano: Don Giovanni in Sicilia) es una novela de Vitaliano Brancati. Se publicó por primera vez en la editorial Rizzoli en 1941, en un volumen completado con cinco cuentos: Rumori, Una serata indimenticabile, Pipe e bastoni, La vecchia stampa, Il bacio. En 1942 se volvió a publicar, en esta ocasión en la editorial Bompiani: se añadieron dos relatos más, I due mondani y  Nemici. 
Don Juan en Sicilia es un relato irónico y humorístico de la vida en provincias y una sátira del machismo y donjuanismo de cierto tipo de hombres.
La novela fue un éxito en Italia y convirtió a su autor, Vitaliano Brancati, en un escritor muy famoso.

## Argumento
La novela está dividida en catorce capítulos. Se ambienta principalmente en Catania y Milán. El protagonista, Giovanni Percolla, tiene cuarenta años, trabaja en el negocio de textiles de su tío (aunque no siente ningún amor por el trabajo y prefiere entregarse a la holgazanería), vive con tres hermanas que le colman de atenciones y se muestra muy insatisfecho con las relaciones afectivas y sexuales que ha mantenido a lo largo de su vida con las mujeres (muchas de ellas vividas junto a sus compañeros de correrías, Muscarà y Scanna). Todo cambiará cuando conozca a Ninetta, con la que se casará y trasladará a Lombardía, donde se convertirá en un hacendoso comerciante y en un personaje célebre de los salones, donde las damas le cortejan prendadas de su apariencia y fama de gallo siciliano. Giovanni añorará así el tiempo de su soltería en Catania, cuando no tenía mujer ni amantes y podía holgazanear a su gusto.

## Versiones cinematográficas
- 1967: Alberto Lattuada dirigió una adaptación cinematográfica protagonizada por Lando Buzzanca y Katia Moguy.

## Adaptaciones para la televisión
- 1977: Guglielmo Morandi dirigió una teleserie protagonizada por Domenico Modugno y Rosanna Schiaffino.